# Црквиште у Росама
Црквиште у Росама остаци су цркве из 9-11. вијека, која је наводно била владичанско сједиште.
Остаци цркве су откривени у другој половини 20. вијека. Наречено је да храм на том црквишту буде обновљен у име Појаса Пресвете Богородице. Парох луштички Никола Урдешић је рекао да нека нова открића говоре о томе да је ту био храм посвећен Светом Спиридону, али то није још доказано. Оно што се са сигурношћу зна, је да је то храм из четвртог вијека и да је ту било сједиште владике.